# Домінґо Бордолі
Домінго Луїс Бордолі Кастеллі (21 липня 1919, Фрай Бентос, Ріо Негро — 29 листопада 1982) — уругвайський письменник, літературознавець і професор літератури, член Ґенерації '45.

## Життєпис
Народився у Фрая-Бентос у родині італійських еміґрантів, які прибули до Уругваю наприкінці XIX століття. Провів свої перші роки та юність у Мерседесі, Соріано, поки в 1940 не оселився в Монтевідео. Давав уроки в звичайних інститутах та на рівні середньої освіти, а коли в 1949 був створений Педагогічний інститут Артіґаса в Монтевідео, працював викладачем літератури, разом з Карлосом Реаль де Азуа, Хосе Педро Діасом та іншими.
Був престижним есеїстом та співредактором журналу «Асір» (1949).
До цієї групи також входили Вашингтон Локхарт, Артуро Серхіо Віска, Хуліо Сесар да Роза та Ґвідо Кастільо, серед інших. Писав прологи, нариси та літературну критику в «Ель-Паїс» та «Ель-Сьюдадано».
У 1946 став переможцем конкурсу, організованого тижневиком «Marcha» з новелою «La Pradera».
Використовував псевдонім Луїс Кастеллі для публікації деяких книг та статей.
Перша збірка творів «Senderos solos fue» вийшла у серпні 1960 у видавництві «Ediciones Asir» (журнал Asir). У цій книзі, написаної під псевдонімом «Луїс Кастеллі» він зібрав одинадцять історій, які опублікував у пресі, плюс «El entierro».
Будучи католиком, організовував літературні та товариські зустрічі у своєму будинку на вулиці Кокімбо, що в районі Ла-Комерсіал у Монтевідео, куди завітали його студенти та інші письменники, такі як Лібер Фалько. Андерсен Банчеро свідчив про ці зустрічі на перших сторінках свого роману «Los regresos».

## П'єси
- Senderos Solos, cuentos. Montevideo: Ediciones Asir, 1960.
- Vida de Juan Zorrilla de San Martín. Montevideo: Concejo Departamental de Montevideo, Dirección de Artes y Letras, 1961.
- Los Clásicos y Nosotros, ensayos. Montevideo: Ediciones de la Banda Oriental, 1965.
- Antología de la Poesía Uruguaya Contemporánea (1966).